# Porwanie Europy (Op. 94)
Porwanie Europy (Op. 94) (fr. L'Enlèvement d'Europe) – opéra-minute skomponowana przez Dariusa Milhauda z librettem Henri Hoppenota. Krótka, dziewięciominutowa jednoaktowa forma operowa; jej światowa prapremiera odbyła się 17 lipca 1927 w Stadthalle w Baden-Baden. 

## Osoby i typ głosu
- Król Agenor, ojciec Europy, bas
- Pergamon, młodzieniec kochający się w królewnie Europie, baryton
- Jowisz, bóg pod postacią dużego białego byka, tenor
- Europa, królewna fenicka, córka Agenora, ukochana Pergamona i Jowisza, sopran
- Chór Panien Służebnych, sopran, mezzosopran, alt
- Chór Żołnierzy, tenor, baryton, bas

## Treść opery
Jowisz pod postacią dorodnego białego byka uwodzi młodą królewnę Europę. Przeznaczony jej przez ojca, króla Agenora, na małżonka młody Pergamon skarży się więc na swój los. Postanawia jednak działać i – przyłapując dziewczynę ze zwierzęciem – strzela do niego z łuku. Boska moc Jowisza odwraca jednak strzałę tak, że ginie sam nieszczęsny łucznik. Przemienione w zwierzę bóstwo unosi tymczasem na swym grzbiecie królewnę w dal (na Kretę) ku rozpaczy króla.

## Komentarz
Utwór został zamówiony u Milhauda przez Paula Hindemitha, organizatora festiwalu w Donaueschingen i Baden-Baden, wraz z jego Hin und zurück oraz dziełami Kurta Weilla i Ernsta Tocha. W tym samym 1927 roku na zlecenie Emila Hertzki Milhaud skomponował jeszcze dwie inne tego typu małe formy operowe. Chociaż bywają one grane oddzielnie, opera ta bywa wystawiana najczęściej wraz z tymi podobnie krótkimi formami Milhauda: Porzuceniem Ariadny (L'abandon d'Ariane), trwającym około 6. minut i Wyzwoleniem Tezeusza (La Délivrance de Thésée), trwającym około 10. minut. Te krótkie dzieła można traktować jako odpowiedź kompozytora na postwagnerowski gigantyzm. Wszystkie one wykraczają jednak daleko poza i ponad formę pewnego muzycznego żartu. Milhaud zadbał bowiem o dopracowanie szczegółów. Zasługujące na uwagę są w szczególności liryczna aria Jowisza z towarzyszeniem fletów i pizzicati instrumentów smyczkowych, czy mająca półparodystyczny charakter aria Europy. Twórcy zadbali także i o to, by jak w prawdziwej greckiej tragedii proporcjonalnie znaczącą rolę odgrywał chór.